# Hiroshi Osada
Hiroshi Osada (japanisch Osada Hiroshi, 長田 弘; geboren 10. November 1939 in Fukushima; gestorben 3. Mai 2015 in Tokio) war ein japanischer Poet, Kinderbuch-Autor, Literaturkritiker, Übersetzer und Essayist.

## Leben und Wirken
Hiroshi Osada absolvierte ein Studium der deutschen Literatur an der Waseda-Universität. Während des Studiums gründete er das Poesiemagazin „Tori“ (鳥) – „Vogel“. Er beteiligte sich an den Magazinen „Chikyū“ (地球) „Erdball“, „Gendai Shi“ (現代詩) – „Gedichte der Gegenwart“, „Shi to Hihyō“ (詩と批評) – „Gedichte und Kritik“ usw. 1965 veröffentlichte er den ersten Gedichtband „Warera Shinsena Tabi“ (われら新鮮な旅人) – „Unsere erfrischende Reise“. Vor dem Hintergrund der politischen Atmosphäre in Japan vom Ampo-Protest bis zur Zenkyōtō-Bewegung beschreibt Osada seine Gefühle. Er ist irritiert und frustriert, gibt aber dennoch die Hoffnung auf Besserung der politischen und sozialen Verhältnisse nicht auf. Er hofft, durch frische poetische Leistung in den 1960er Jahren dazu beizutragen.
Von 1971 bis 1972 war Osada als „Visiting poet“ im Rahmen des „International Creative Program“ an der Iowa State University in den USA tätig.
Zu seinen Publikationen gehören die Essay-Sammlung „Jojō no henkaku – Sengo no shi to kōi“ (抒情の変革――戦後の詩と行為) – „Änderung der lyrischen Gestaltung – Gedichte der Nachkriegszeit und ihre Wirkung“ und „Nijū no shikō – Shi to shi denai moni“ (二重の思考 – 詩と詩でないもの) – „Zweimal nachgedacht – Gedichte und solche, die keine sind“ 1969.
Osada wurde vielfach mit Preisen ausgezeichnet, darunter 1982 mit dem Mainichi-Kulturpreis für „Watashi no nijūseiki shōten“ (私の二十世紀書店) – „Meine Buchhandlung des 20. Jahrhunderts“, und 2013 mit dem Mainichi-Kunstpreis für „Kiseki – mirakuru“ (奇跡－ミラクル－) – „Wunder – Wunder –“.